# Gaertnera globigera
Gaertnera globigera là một loài thực vật có hoa trong họ Thiến thảo. Loài này được Beusekom mô tả khoa học đầu tiên năm 1968.